# TAC-2

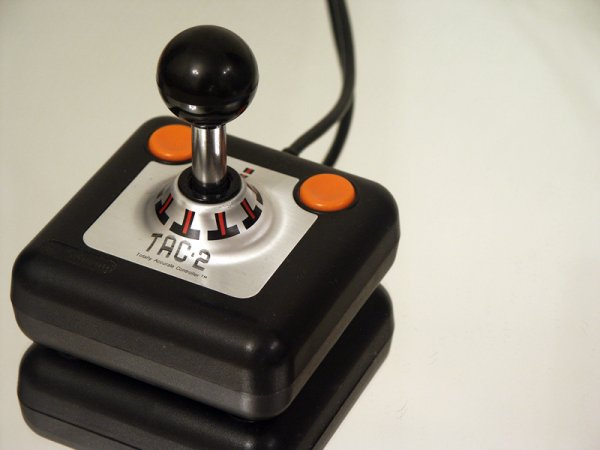
Klassisk svart TAC-2

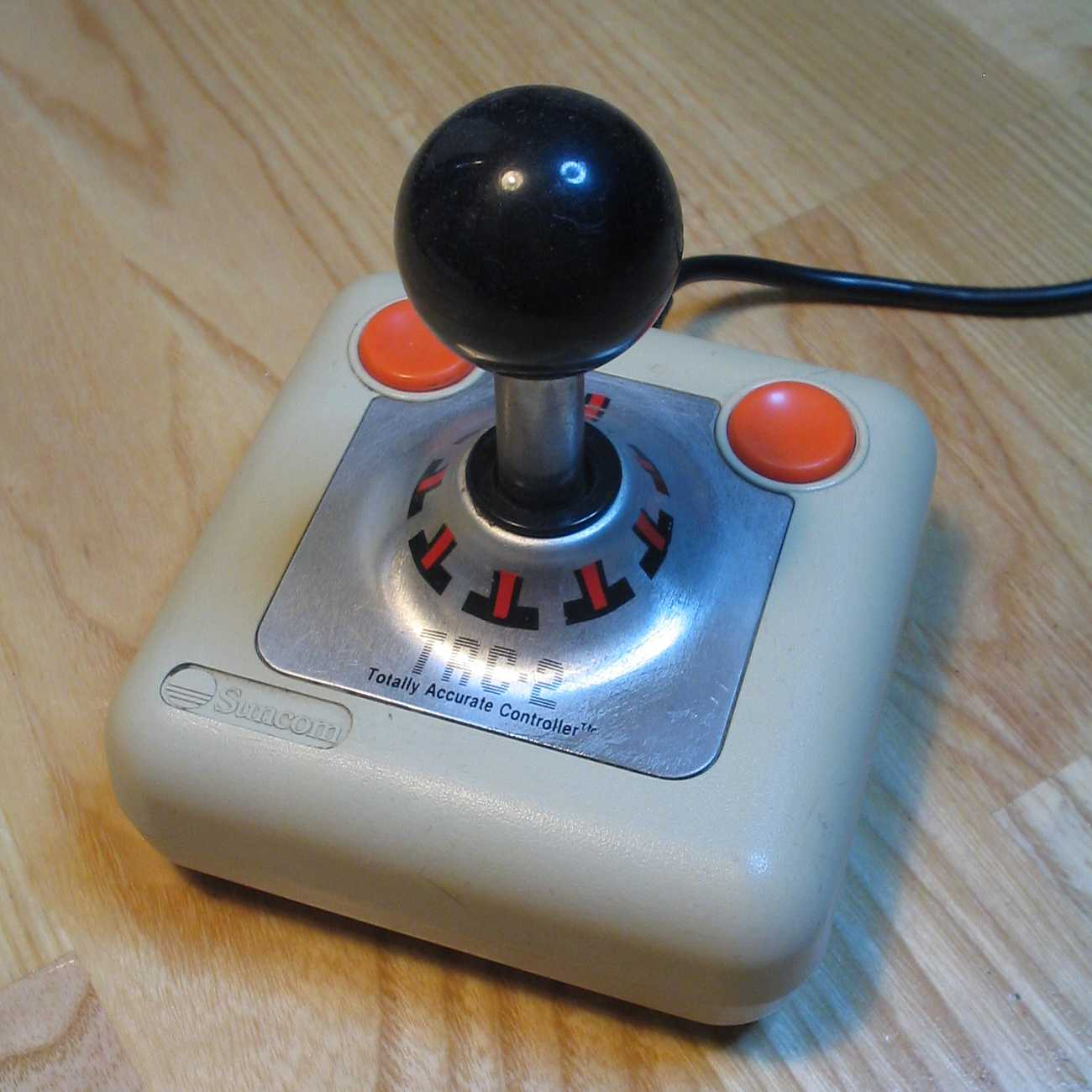
Mindre vanlig vit TAC-2

TAC-2, akronym för Totally Accurate Controller, är en styrspak tillverkad av Suncom. Anslutningen sker genom en niopolig så kallad dsub-kontakt vilket därmed gör TAC-2 kompatibel med många äldre konsoler och hemdatorer, till exempel VIC-20, Commodore 64/128, alla Atari-modeller samt alla tidiga Amiga-modeller. Den är känd för sin extrema stryktålighet, anses allmänt vara populär bland entusiaster och skall genom sina tämligen stumma knappar genom åren varit orsaken till så kallad fire-tumme.
Styrspaken har 4 digitala brytare som aktiveras när styrkulan i spakens botten vidrör kontaktytorna i basen.

## Modeller
TAC-2 har tillverkats i tre olika versioner. Alla ser i stort sett identiska - det enda som skiljer modellerna åt är kvaliteten. Första utförandet tillverkades i USA och är stryktåligt. Senare modeller tillverkades i Kina. Kvalitén var fortfarande bra men dessa hade kontrollspak av plast i stället för metall. Sista utförandet tillverkades åter i USA och sägs vara av väsentligt lägre kvalité. Vissa användare menar att styrspakens centrering slits ut väldigt snabbt.

## Kända problem
Det som brukar krångla på en TAC-2 är fire-knapparna vars brytkretsar kan oxidera men även styrspaken kunde slitas sönder efter hård användning. Problemet med knapparna är dock avhjälpt genom att tvätta dessa med rostlösare och stålull.